# Ешфорд (Нью-Йорк)
Ешфорд (англ. Ashford) — місто (англ. town) в США, в окрузі Каттарогус штату Нью-Йорк. Населення — 1961 особа (2020).

## Демографія
Згідно з переписом 2010 року, у місті мешкали 2132 особи в 883 домогосподарствах у складі 619 родин. Було 1044 помешкання
Расовий склад населення:
| - 97,8 % — білих - 1,1 % — чорних або афроамериканців - 0,3 % — корінних американців - 0,1 % — азіатів |

До двох чи більше рас належало 0,6 %. Частка іспаномовних становила 0,8 % від усіх жителів.
За віковим діапазоном населення розподілялося таким чином: 20,8 % — особи молодші 18 років, 63,9 % — особи у віці 18—64 років, 15,3 % — особи у віці 65 років та старші. Медіана віку мешканця становила 45,0 року. На 100 осіб жіночої статі у місті припадало 106,4 чоловіків;  на 100 жінок у віці від 18 років та старших — 106,0 чоловіків також старших 18 років.
Середній дохід на одне домашнє господарство  становив 61 217 доларів США (медіана — 48 750), а середній дохід на одну сім'ю — 66 615 доларів (медіана — 62 216). Медіана доходів становила 41 786 доларів для чоловіків та 38 125 доларів для жінок. За межею бідності перебувало 14,2 % осіб, у тому числі 29,9 % дітей у віці до 18 років та 1,3 % осіб у віці 65 років та старших.
Цивільне працевлаштоване населення становило 1071 особа. Основні галузі зайнятості: освіта, охорона здоров'я та соціальна допомога — 16,8 %, будівництво — 14,7 %, роздрібна торгівля — 14,4 %.